# Roberto Sgorbati

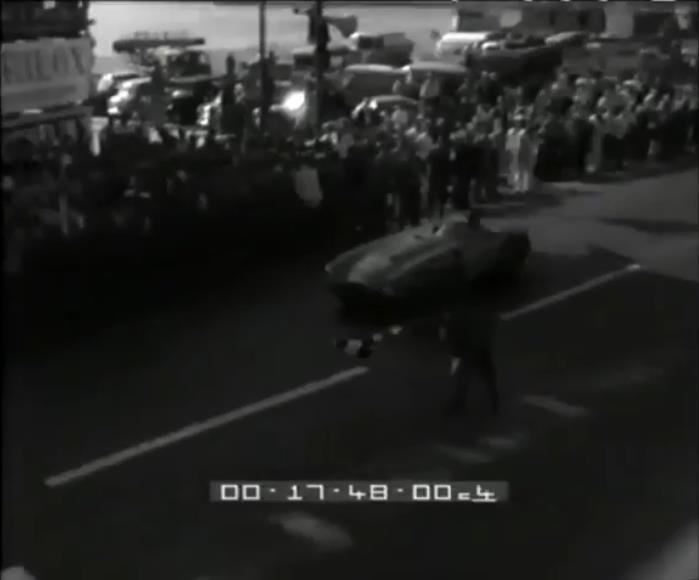
Robert Sgorbati bei seiner nächtlichen Zielankunft als Sieger beim 10-Stunden-Rennen von Messina 1954

Roberto Sgorbati war ein italienischer Automobilrennfahrer, der in den 1950er-Jahren aktiv war.

## Karriere im Motorsport
Roberto Scorbati war in den 1950er-Jahren im italienischen Sportwagensport aktiv. 1948 bestritt er seine erste Mille Miglia, die mit einem Ausfall endete. Sein bestes Ergebnis erzielte er 1956, als er Mitten der Werksfahrer, die teilweise PS- und Hubraumstarke Sportwagen fuhren, auf einem Alfa Romeo Giulietta SV die 11. Gesamtrang erreichte und dabei eine der Tourenwagenklassen gewann. Neben einigen Erfolgen bei nationalen Sportwagenrennen gewann er gemeinsam mit seinem Bruder Giuseppe das 10-Stunden-Rennen von Messina 1954.
1955 absolvierte er sein einziges 24-Stunden-Rennen von Le Mans, bei dem er als Partner von Giulio Cabianca auf einem Osca MT4 1500 Gesamtelfter wurde.

## Statistik

### Le-Mans-Ergebnisse
| Jahr | Team             | Fahrzeug      | Teamkollege     | Platzierung | Ausfallgrund |
| ---- | ---------------- | ------------- | --------------- | ----------- | ------------ |
| 1955 | Edgar Fronterras | Osca MT4 1500 | Giulio Cabianca | Rang 11     |              |

### Einzelergebnisse in der Sportwagen-Weltmeisterschaft
| Saison | Team                   | Rennwagen                      | 1   | 2   | 3   | 4   | 5   | 6   | 7   |
| ------ | ---------------------- | ------------------------------ | --- | --- | --- | --- | --- | --- | --- |
| 1953   |                        | Fiat 1100                      | SEB | MIM | LEM | SPA | NÜR | RTT | CAP |
| 1953   | 118                    | Fiat 1100                      |     |     |     |     |     |     |     |
| 1954   | Osca                   | Fiat 1100 Osca 2000S           | BUA | SEB | MIM | LEM | RTT | CAP |     |
| 1954   | Osca                   | Fiat 1100 Osca 2000S           |     |     | DNF |     | DNF |     |     |
| 1955   | Edgar Fronterras       | Osca MT4                       | BUA | SEB | MIM | LEM | RTT | TAR |     |
| 1955   | Edgar Fronterras       | Osca MT4                       |     |     | DNF | 11  |     |     |     |
| 1956   |                        | Alfa Romeo Giulietta SV        | BUA | SEB | MIM | NÜR | KRI |     |     |
| 1956   |                        | Alfa Romeo Giulietta SV        | 11  |     |     |     |     |     |     |
| 1961   | Scuderia Sant Ambroeus | Alfa Romeo Giulietta SV Zagato | SEB | TAR | NÜR | LEM | PES |     |     |
| 1961   | Scuderia Sant Ambroeus | Alfa Romeo Giulietta SV Zagato | 12  |     |     |     |     |     |     |